# Индийски бивол
Индийските биволи (Bubalus arnee), наричани също диви водни биволи и биволи арни, са вид едри бозайници от семейство Кухороги (Bovidae). В миналото разпространен в цяла Южна и Югоизточна Азия, днес видът е застрашен и се среща само в няколко изолирани района. Индийският бивол е дивият предшественик на домашния бивол.